# Amphorophora idaei
Amphorophora idaei är en insektsart med svenskt namn hallonbladlus. Amphorophora idaei ingår i släktet Amphorophora och familjen långrörsbladlöss. Inga underarter finns listade i Catalogue of Life.
Hallonbladlusen sprider virussjukdomen hallonmosaik.